# Dron agrícola

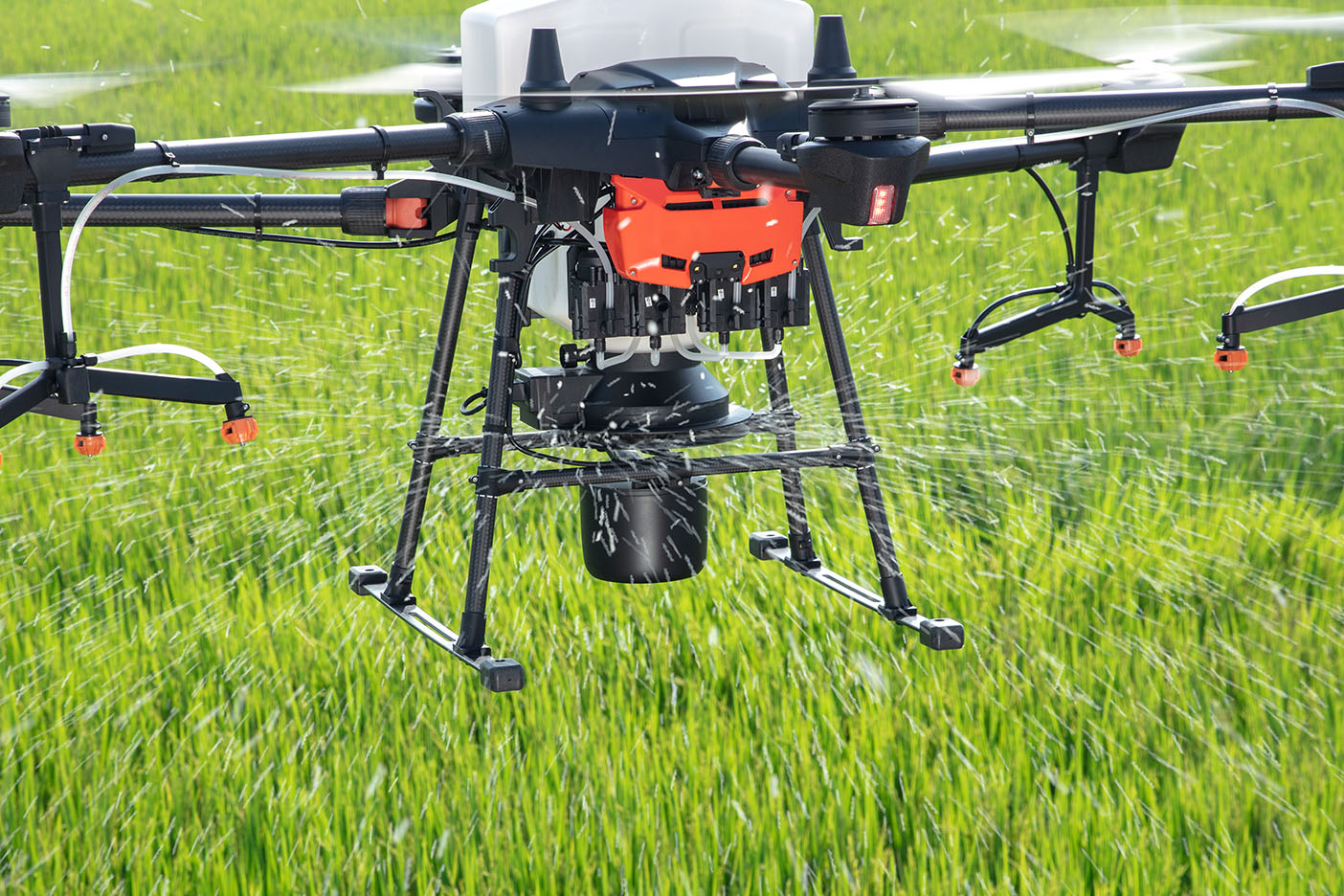
El Agras T20 es un dron agrícola desarrollado por DJI, diseñado específicamente para tareas como la pulverización de cultivos, la dispersión de semillas y fertilizantes, y otras aplicaciones agrícolas. Este dron es parte de la línea Agras de DJI, que está enfocada en soluciones tecnológicas para la agricultura de precisión.

Un dron agrícola es un vehículo aéreo no tripulado utilizado en operaciones agrícolas, principalmente centrado en la mejora del rendimiento y en la supervisión del crecimiento y la producción de los cultivos. Los drones agrícolas suministran información acerca de las fases de desarrollo de los cultivos, su estado de salud y las variaciones en la composición del suelo. Los drones agrícolas emplean sensores multiespectrales para capturar imágenes de la radiación electromagnética que va más allá del espectro visible, abarcando el infrarrojo cercano y el infrarrojo de onda corta .

## Legalidad
A medida que los drones comenzaron a utilizarse en la agricultura, la Administración Federal de Aviación (FAA) alentó a los agricultores a utilizar esta nueva tecnología para monitorear sus campos. Sin embargo, con el inesperado auge de los drones agrícolas, la FAA retiró rápidamente dicho aliento, a la espera de nuevas normas y regulaciones. Con incidentes como de drones chocando contra  aviones fumigadores de cultivos, la FAA y la AFBF ( Federación de la Oficina Agrícola Estadounidense ) iniciaron discusiones para llegar a un acuerdo sobre regulaciones que permitieran el uso beneficioso de dichos drones de manera segura y eficiente.
En 2016, la FAA publicó normas para las operaciones comerciales de drones. Estas normas requieren que los operadores comerciales de drones aprueben un examen de conocimientos, registren sus aeronaves y vuelen de acuerdo con las restricciones publicadas. Aunque en general están satisfechos con las normas, la Federación de la Oficinas Agrícola Estadounidense desea realizar pequeños ajustes a algunas de las restricciones implementadas.[cita requerida]
Muchos países, como India, Malasia, Singapur y Australia, han implementado leyes con respecto al uso de drones. Tales leyes aún no existen en muchos países del mundo, y por ahora 15 países han prohibido todas las operaciones con drones. La Unión Europea tiene previsto establecer un conjunto común de regulaciones para el uso de drones que será aplicable a todos sus Estados miembros.

## Seguridad y ética
El uso de drones agrícolas tiene implicaciones éticas y sociales. Por un lado, brindan la ventaja de supervisar y regular eficientemente el uso de pesticidas, lo que contribuye a minimizar el impacto ambiental de estos productos químicos. No obstante, los drones no están obligados a obtener permisos para sobrevolar propiedades a altitudes inferiores a 400 pies (121,9 m), y su capacidad para llevar micrófonos y cámaras ha generado preocupación sobre posibles violaciones de la privacidad, lo que ha suscitado cierta oposición hacia esta tecnología. Además, otra mejora notable en el uso de drones radica en la precisión con la que llevan a cabo sus operaciones.
Otras compañías podrían optar por operar sus drones en áreas no reguladas con el fin de vigilar a su competencia y evaluar el estado y rendimiento de sus cultivos.

## Un uso futuro
El ámbito de los drones agrícolas presenta un considerable potencial de crecimiento. Dado que la tecnología mejora constantemente, también será esencial perfeccionar la calidad de las imágenes de los cultivos. Con los datos recopilados por los drones sobre los cultivos, los agricultores tienen la capacidad de analizar sus cultivos y tomar decisiones informadas basadas en información precisa. Los programas de software diseñados para analizar y optimizar la producción de cultivos tienen un amplio potencial de expansión en este mercado. Al utilizar un dron para sobrevolar sus campos, los agricultores pueden identificar con precisión  problemas áreas específicas y tomar las medidas correspondientes para corregirlos. Este sistema permite a los agricultores concentrarse en la gestión general de la producción en lugar de perder tiempo inspecciones detalladas de sus cultivos. Además, las aplicaciones adicionales de los drones incluyen el seguimiento del ganado, la inspección de cercas y la vigilancia de patógenos de plantas.
Tanto los costos de adquisición como de mantenimiento de los drones modernos resultan demasiado costosos para las pequeñas explotaciones agrícolas de los países en desarrollo. Los programas piloto llevados a cabo Tanzania, se ha puesto énfasis en la minimización de estos costos mediante la creación de drones agrícolas que son lo bastante sencillos y robustos para ser reparados localmente 
Un equipo de investigación de la Universidad Estatal de Washington ha creado un sistema automatizado de drones, diseñado para disuadir a plagas como cuervos o estorninos europeos de consumir uvas u otros cultivos. Este innovador enfoque implica el uso de ruido generado por el dron, y los investigadores están explorando la posibilidad de incorporar llamadas de socorro y sonidos de aves depredadoras para ampliar aun más su efectividad.